# Rivières (Tarn)
Rivières è un comune francese di 916 abitanti situato nel dipartimento del Tarn nella regione dell'Occitania.

## Società

### Evoluzione demografica
Abitanti censiti